# (39454) 4082 T-3
4082 T-3 (asteroide 39454) é um asteroide da cintura principal. Possui uma excentricidade de 0.11834850 e uma inclinação de 13.14586º.
Este asteroide foi descoberto no dia 16 de outubro de 1977 por Cornelis Johannes van Houten e Ingrid van Houten-Groeneveld e Tom Gehrels em Palomar.